# Гірм
Гірм (нім. Hirm) — громада округу Маттерсбург у землі Бургенланд, Австрія.
Гірм лежить на висоті  183 м над рівнем моря і займає площу  3,1 км². Громада налічує 952 мешканці. 
Густота населення 307/км².  
|                               |
| Гірм на мапі округу та землі. |

Бургомістом міста є Інге Пош-Груска від Соціал-демократичної партії Австрії. Адреса управління громади:  7024 Hirm. 

## Демографія
Історична динаміка населення міста за даними сайту Statistik Austria

## Виноски
1. ↑  Dauersiedlungsraum der Gemeinden Politischen Bezirke und Bundesländer - Gebietsstand 1.1.2018 — Статистичне управління Австрії.
2. ↑  Einwohnerzahl 1.1.2018 nach Gemeinden mit Status, Gebietsstand 1.1.2018 — Статистичне управління Австрії.
3. ↑  www.gemeinde-hirm.at. Архів оригіналу за 4 листопада 2013. Процитовано 3 листопада 2013.
4. ↑  Gemeindedaten von Hirm. Архів оригіналу за 29 вересня 2007. Процитовано 3 листопада 2013.

| Австрія | Це незавершена стаття з географії Австрії. Ви можете допомогти проєкту, виправивши або дописавши її. |